# Front national irakien du dialogue
Le Front national irakien du dialogue ou Front du dialogue national  (en arabe, al-Jabha al-Iraqia li al-Hiwar al-Watani) est une coalition de partis politiques irakiens, majoritairement dirigée par des arabes sunnites, qui a été formée pour se présenter aux élections législatives de décembre 2005. Elle se présente comme organisation plurielle et ouverte, qui revendique la fin de l'occupation militaire et qui veut reconstruire les institutions gouvernementales.

## Partis membres de la coalition
Le Front national irakien du dialogue regroupe:
- le Front national irakien, dirigé par l'ancien ministre d'État Saleh al-Mutlaq, principal négociateur sunnite lors de la rédaction de la constitution irakienne ;
- le Front national pour un Irak libre et uni de Hassan Zaydan (tué en février 2009) ;
- le Parti chrétien démocrate irakien de Minas al-Yusufi ;
- le Front démocratique arabe de Farhan al-Sudayd ;
- le Mouvement des Fils de l'Irak d'Ali al-Suhayri.

Ethniquement, la coalition regroupe des Arabes, des Kurdes, des Yézidis (minorité religieuse kurde), des Shabaks (proches des Yézidis), et des Assyriens.
Le Front du Dialogue national doit être distingué de Conseil national irakien du dialogue, dirigé par Khalaf al-Ulayyan, et qui fait partie du Front d'accord irakien.

## Référendum et élections de 2005
Saleh al-Mutlaq, le dirigeant du Front du Dialogue national, a milité pour le NON lors du référendum sur la constitution de l'Irak, qui s'est tenu en octobre 2005 et qui a vu la victoire du OUI. Pour cette raison, il a refusé de s'allier à l'autre grande coalition sunnite, le Front d'accord irakien, parce que l'une de ses composantes, le Parti islamique irakien, s'était prononcé, à la faveur d'un accord de dernière minute, pour la Constitution.
Lors des élections de 2005, le Front obtint près de 500 000 voix, soit 4,1 % des votants, ce qui lui permit de remporter 11 sièges. Il s'est cependant plaint de fraudes électorales importantes et a appelé à refaire les élections, ce qui a été refusé.

## 2009
Le 18 janvier 2009, Hassan Zaidan al Lihebi, le n°2 du Front du dialogue national, a été par un attentat-suicide à Kaiyara, au sud de Mossoul. Il ne se re-présentait pas aux élections, mais participait à la campagne électorale.